# Alectra pseudobarleriae
Alectra pseudobarleriae är en snyltrotsväxtart som först beskrevs av Moritz Kurt Dinter, och fick sitt nu gällande namn av Moritz Kurt Dinter och Melch.. Alectra pseudobarleriae ingår i släktet Alectra och familjen snyltrotsväxter. Inga underarter finns listade i Catalogue of Life.